# Mesosemia meeda
Mesosemia meeda is een vlindersoort uit de familie van de prachtvlinders (Riodinidae), onderfamilie Riodininae.
Mesosemia meeda werd in 1858 beschreven door Hewitson.